# 부르키나파소 반란
부르키나파소 반란(프랑스어: Insurrection djihadiste au Burkina Faso)은 2015년부터 부르키나파소 정부와 살라피스트 지하드 단체들 간에 벌어진 무장 충돌로 사헬 전쟁의 일환으로 전개되고 있다. 최초의 공격은 2015년 여름 말리에서 활동하던 안사르 디네에 의해 발생했다 2016년 말 부르키나파소 북부에서는 안사룰 이슬람이라는 조직이 결성되었으며 이후 이 두 단체는 알카에다에 연계된 이슬람과 무슬림 지원 그룹에 합류하여 북부 서부 동부로 영향력을 확장해 나갔다. 한편 이슬람 국가 사헬 지부는 2016년 9월 처음으로 공격을 감행하며 니제르 국경 인근의 극북 지역을 거점으로 삼았다. 두 조직은 약 4년 동안 공존했으나 2020년 초부터 본격적인 충돌을 시작했다.
지하드 단체들의 세력 확장은 정치적 불안정으로 이어졌고 연이은 쿠데타를 초래했다. 2022년 1월 민주적으로 선출된 로크 마르크 크리스티앙 카보레 대통령이 폴 앙리 산다오고 다미바 중령에 의해 축출되었으며 같은 해 9월 다미바 역시 이브라힘 트라오레 대위에 의해 권좌에서 밀려났다. 2015년부터 2023년까지 부르키나파소 정부는 프랑스의 지원을 받았으며 프랑스는 바르카네 작전을 통해 개입했다. 그러나 반프랑스 정서가 고조되면서 군사정권의 요청에 따라 프랑스군이 철수했다. 이후 2024년 러시아가 개입하여 과거 바그너 그룹 소속 용병들로 구성된 아프리카 군단을 파견했다.
2015년부터 2024년까지의 폭력 사태로 최소 2만 명 이상이 사망했으며 정부군과 지하드 단체 모두 수많은 학살 및 전쟁 범죄를 저질렀다.